# Richard Loqueville
Richard Loqueville (... – Cambrai, 1418, dopo il 25 giugno) è stato un compositore francese, della scuola franco fiamminga.

## Biografia
Pochissimo si conosce sulla sua vita per mancanza di adeguate fonti. Si sconosce sia il luogo che la data di nascita e le prime notizie certe su di lui sono la sua presenza al servizio del duca di Bar, come istitutore del figlio del duca e come arpista dal 1407 al 1410. Dal 1413 insegnò musica presso la Cattedrale di Cambrai ai giovani cantori, posto che occupò fino alla morte. Nella sua veste di insegnante di musica a Cambrai, probabilmente fra i suoi alunni annoverò Guillaume Dufay. Le sue messe, nelle quali non fece uso del canto piano, sono tra le prime composizioni da quando venne introdotta la tecnica dell'organum, a fare distinzione fra polifonia corale e solistica. La sua musica, per quel poco che ci è giunto, è molto simile alle prime messe di Dufay. Le sue canzoni sono scritte in stile semplice e sono sulla falsariga di quelle scritte dai compositori del primo XV secolo che respingevano la complessità delle tecniche compositive dei musicisti aderenti alla Scuola di Borgogna.

## Opere
Pochissime sono le sue opere pervenute fino a noi. A parte qualche parte di messa, esistono soltanto pochi pezzi a lui attribuiti. Fra questi si ricorda una ballata, un mottetto isoritmico dedicato a San Ivo, un mottetto dedicato alla Madonna e quattro rondeaux come pezzi di musica profana.